# 하레드 보르헤티
하레드 프란시스코 보르헤티 에체베리아(Jared Francisco Borgetti Echeverría, 1973년 8월 14일, 멕시코 시날로아주 쿨리아칸키토 ~ )는 멕시코의 전 축구 선수이다.
보르헤티는 멕시코 축구 국가대표팀 최다 득점 기록을 보유하고 있는 선수로, 멕시코 리그에서 300경기가 넘는 경기에서 통산 241골을 넣어 멕시코 리그 역대 득점 순위 4위에 올라 있다. 1997년 에콰도르와의 경기에서 멕시코 대표팀에 데뷔한 그는, 코파 아메리카 2001에서 처음 대표팀 소속으로 국제 무대에 모습을 드러냈고, 2002년 FIFA 월드컵 조별 리그에서 이탈리아를 상대로 헤딩골을 기록해 팀의 16강전 진출에 공헌하는 등, 멕시코 대표팀의 주축으로 활약하였다.
이후 독일에서 열린 2005년 FIFA 컨페더레이션스컵에서 브라질과 독일을 상대로 득점에 성공하는 등 뛰어난 활약을 펼쳤고, 2006년 FIFA 월드컵 북중미 카리브해 지역 예선에서 14골을 몰아치며 팀의 2006년 FIFA 월드컵 진출에 공헌했지만, 정작 자신은 부상으로 인해 충분한 활약을 보여주지 못했다.
한편, 2005년 멕시코 최초로 잉글랜드 프리미어리그의 볼턴 원더러스로 진출했었던 그는, 저조한 득점력으로 팀과 팬들의 기대에는 부응하지 못해 2006년 볼턴을 떠났고, 그 후 사우디아라비아의 알이티하드, 자국의 크루스 아술, 몬테레이, 과달라하라, 푸에블라 FC, 모나르카스 모렐리아를 거쳐 현 소속팀인 클럽 레온으로 이적하였다. 거기서 잠시 뛰었다가 2010년 12월 5일 현역에서의 은퇴를 선언했다.